# Mårten Christoffer Bergvall
Mårten Christoffer Bergvall, född 30 mars 1782 i Värnamo socken, död 5 mars 1852 i Paris, var en svensk präst och riksdagsledamot.

## Biografi
Bergvall var far till August Blanche.
Mårten Christoffer Bergvall var son till kyrkoherden i Åkers socken, Småland, prosten Bengt Bergvall. Han blev student vid Lunds universitet 1802, filosofie kandidat 1804 och filosofie magister 1805 samt prästvigdes 1807 i Växjö. Han blev pastorsadjunkt i Stockholms samma år och vice apologist vid Stockholms katedralskola 1809. 1810 blev Bergvall extraordinarie skvadronspredikant vid Livgardet till häst, 1811 ordinarie skvadronspredikant och 1812 regementspastor. Han avlade pastoralexamen i Växjö 1811 och blev 1822 kyrkoherde i Ladugårdslands församling.
1823 blev Bergvall fullmäktig i Riksbanken och bevistade som ledamot av prästeståndet riksdagarna 1834-35, 1840-41, 1844-45 och 1847-48. Han var medlem av den 1845 tillsatta kommittén angående sockenstämmoförordning för Stockholms stad, men deltog endast en tid i arbetet. Bergvall blev 1836 ledamot av Nordstjärneorden, var medlem av Svenska Bibelsällskapet, samfundet Pro Fide et Christianismo med flera föreningar. Bergvall var tämligen känd i samtidens Stockholm, var en flitigt förekommande artikelförfattare med en dragning åt liberala åskådningar, särskilt i Stockholms-Posten och författade även biografier för Svenska familjeboken.
1813 gifte han sig med den nästan 20 år äldre Helena Kristina Fornander, som var änka efter hovkamreraren Isak Sauer och dotter till brunnsläkaren vid Sabbatsberg Anders Niklas Fornander. Genom äktenskapet som förblev barnlöst kom han i besittning av en större förmögenhet och den så kallade Blanches malmgård som han vid sin död testamenterade till sonen August Blanche. Denne var frukten av en förbindelse i ungdomsåren, då Bergvall var informator hos räntmästaren Isak Ouchterlony.
Bergvall avled i Paris under en resa som han företog med sonen.